# Тадеуш Немирич
Тадеуш Немирич (д/н — 1793) — державний діяч, урядник часів занепаду Речі Посполитої.

## Життєпис
Походив з шляхетського роду Немиричів гербу Клямри, Олевської гілки. Старший син зем'янина Олександра-Іллі Немирича, київського земського судді.
1766 року стає підстолієм київським. У 1770-х роках розділив з братом і сестрою після смерті батька Олевські володіння. У 1785 році йому надано посаду київського стольника. 
У 1786 році отримує уряд підкоморія овруцького. В тому ж році записав 3 тис. злотих на потреби кармелітського костелу і кляштору в Олевську, а у 1789 році — ще 5 тис. злотих. 1789 року обирається комісаром (представником) від Овруцького повіту Київського воєводства на так званий Чотирирічний сейм. Разом з представником черняхівської гілки Юзефом Немиричем увійшов до комісії, що займалася оцінкою маєтностей шляхти. Записав на кармелітський кляштор в Олевську 14 тис. злотих, які сплачувалися поступово. 
Брав участь у війні 1792 року в коронній армії. Помер 1793 року, напередодні Другого поділу Речі Посполитої. Усі його маєтності було конфісковано російським урядом.